# Impatiens marivorahonensis
Impatiens marivorahonensis är en balsaminväxtart som beskrevs av Jean-Henri Humbert. Impatiens marivorahonensis ingår i släktet balsaminer, och familjen balsaminväxter. Inga underarter finns listade i Catalogue of Life.